# Toledo (gemeente in Bolivia)
Toledo is een gemeente (municipio) in de Boliviaanse provincie Saucarí in het departement Oruro. De gemeente telt naar schatting 11.316 inwoners (2018). De hoofdplaats is Toledo.